# Anthony Hope
Anthony Hope Hawkins (Londres, 9 de febrero de 1863-Surrey, 8 de julio de 1933) fue un escritor británico célebre por sus novelas de aventuras entre las cuales las más reconocidas son El prisionero de Zenda (1894) y Rupert de Hentzau (1898), que son «clásicos menores» de la literatura inglesa.

## Biografía
Estudió en la Universidad de Cambridge y ejerció la abogacía de 1887 a 1894.
Su primera obra fue A Man of Mark (1890). Su novela más famosa es El prisionero de Zenda (1894), que nos lleva al reino ficticio de Ruritania, donde el rey Rodolfo V es sustituido un tiempo por su primo Rodolfo Rassendyll (quien se enamora de la princesa Flavia). Otra de sus obras más famosas es la secuela de esta, Rupert de Hentzau (1898). Fue reconocido como sir por su labor propagandística a favor de Gran Bretaña durante la Primera Guerra Mundial.
Algunas de sus obras fueron llevadas al cine, principalmente El prisionero de Zenda. Falleció a los 70 años de edad, de un cáncer cerebral.

## Obras
| Fecha | Título original                                                | Título en castellano           |
| ----- | -------------------------------------------------------------- | ------------------------------ |
| 1890  | A Man of Mark                                                  | Un hombre de marca             |
| 1891  | Father Stafford                                                | Padre Stafford                 |
| 1892  | Mr. Witt's widow                                               | La viuda del Sr. Witt          |
| 1893  | Half a Hero                                                    | Medio héroe                    |
| 1893  | Sport Royal and Other Stories                                  | Deporte real y otras historias |
| 1894  | Dolly Dialogues                                                | Diálogos de muñeca             |
| 1894  | The god in the car                                             | El dios en el carro            |
| 1894  | The Indiscretion of the Duchess                                | La indiscreción de la duquesa  |
| 1894  | The Prisoner of Zenda                                          | El prisionero de Zenda         |
| 1896  | The Heart of Princess Osra                                     | El corazón de la princesa Osra |
| 1897  | Phroso                                                         | Phroso                         |
| 1898  | Rupert of Hentzau                                              | Rupert de Hentzau              |
| 1899  | A change of Air                                                | Un cambio de aire              |
| 1901  | Tristram of Blent; an episode in the story of an ancient house |                                |
| 1902  | The Intrusion of Peggy                                         | La intrusión de Peggy          |
| 1904  | Double Herness                                                 |                                |
| 1905  | A Servant of the Public                                        | Un servidor público            |
| 1915  | A young man's year                                             |                                |
| 1918  | Captain Dieppe                                                 | Capitán Dieppe                 |
| 1919  | Beaumaroy Home from the Wars                                   |                                |